# ReO3-struktur

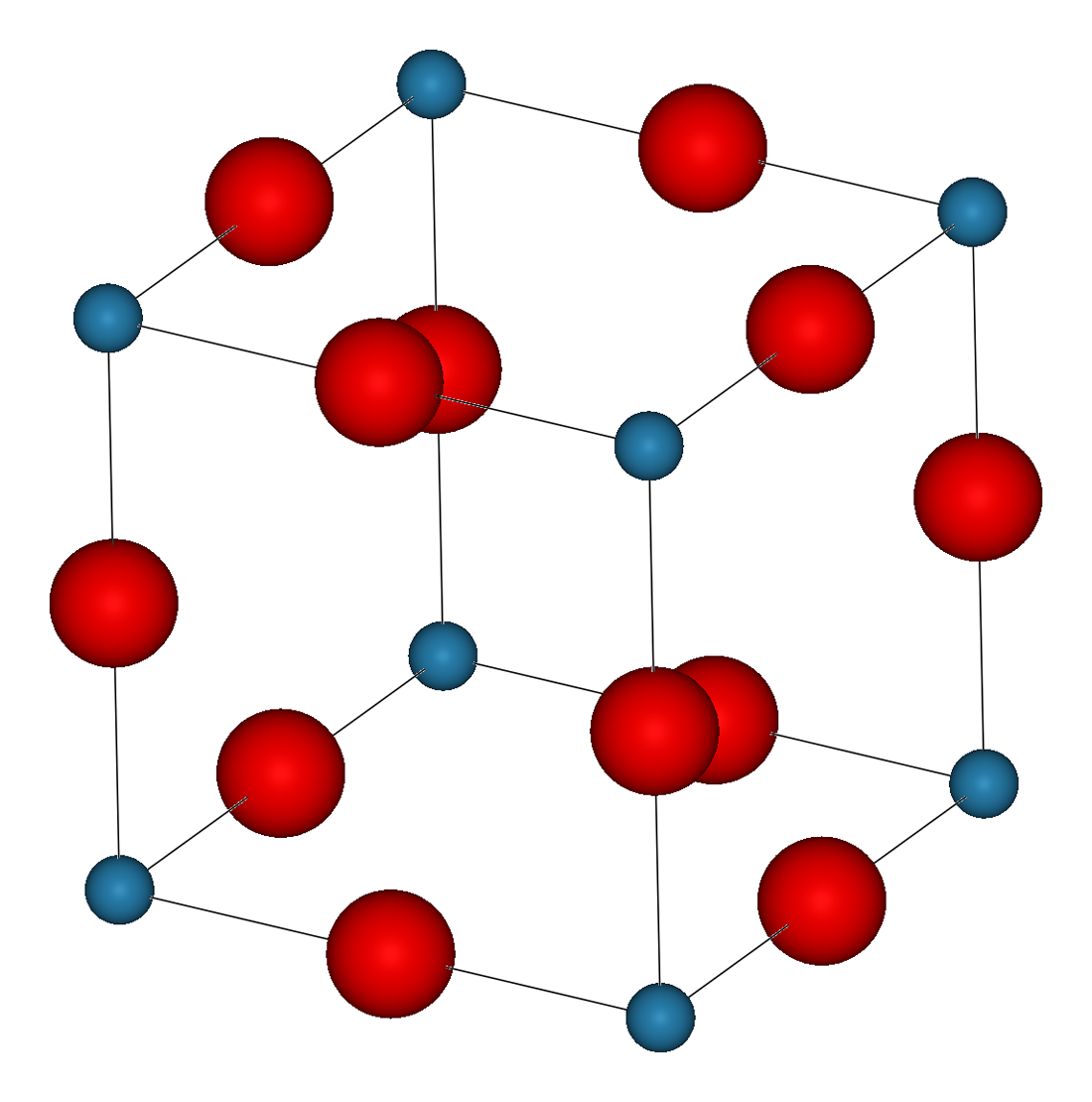
En enhetscell av ReO_{3}-strukturen.

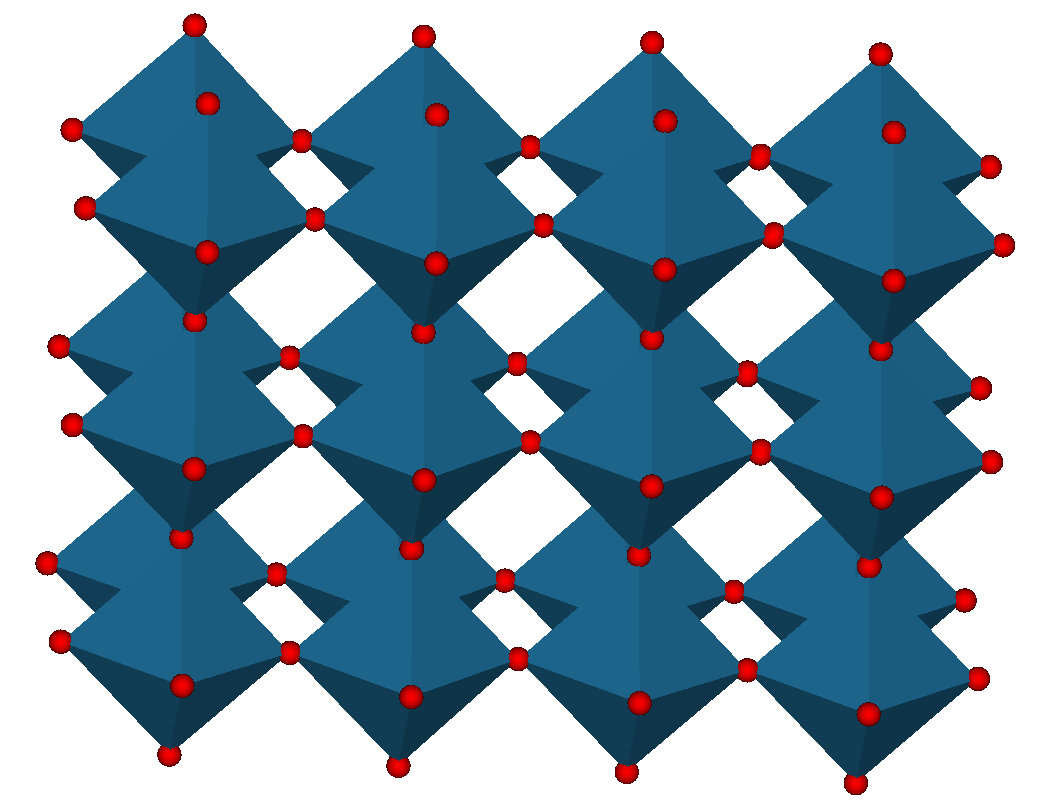
ReO_{3}-strukturen i polyederrepresentation.

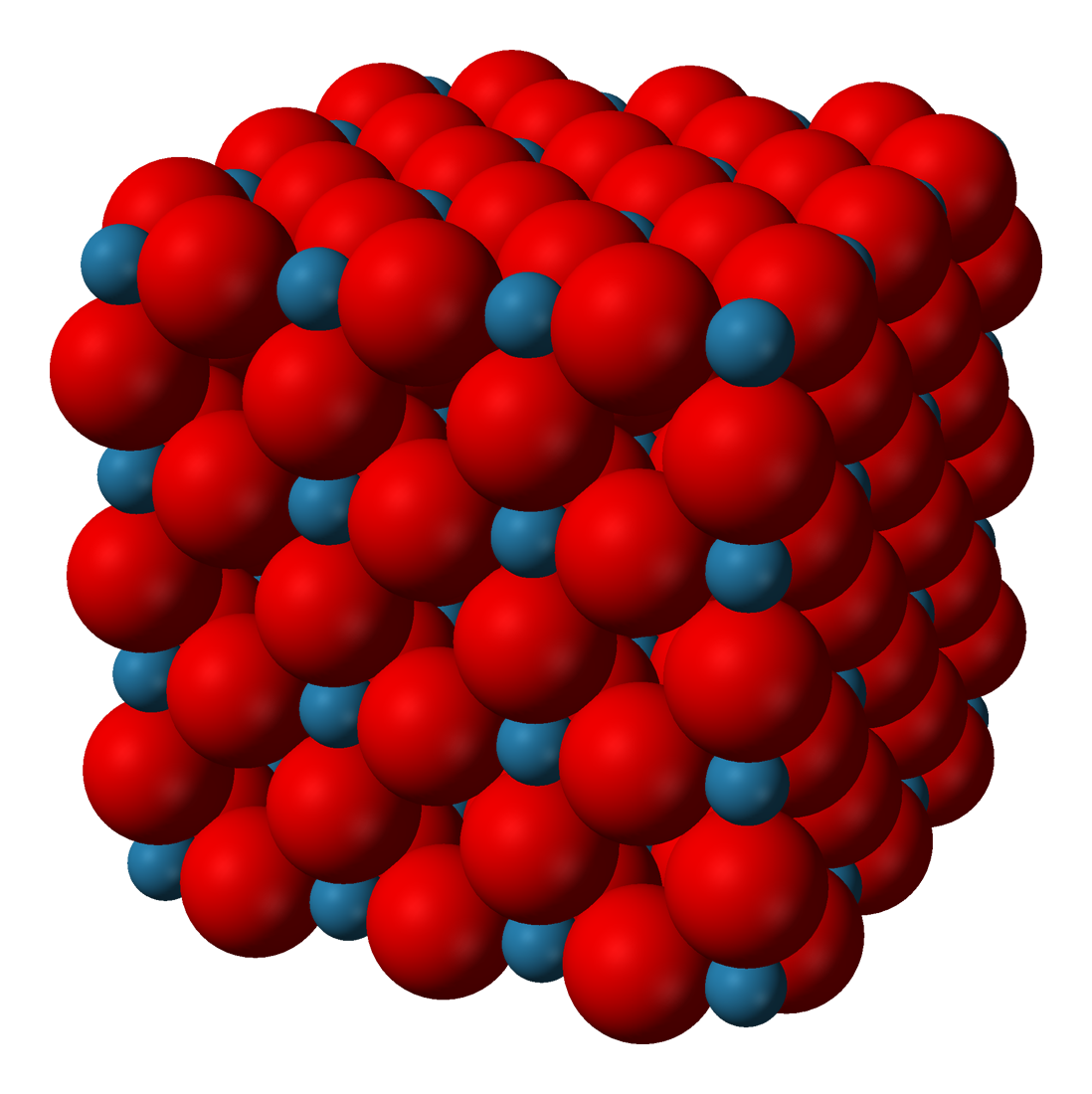
En rymdfyllande representation av enhetscellen.

ReO3-strukturtypen är en kubisk strukturtyp som tillhör rymdgruppen Pm3m. Strukturtypen sammanfattar alla strukturer med stökiometrin AX3 där katjoner A och anjoner X sitter på samma sätt som i rhenium(VI)oxid (rheniumtrioxid, ReO3).
Strukturer med samma uppbyggnad men där A är anjonen och X katjonen sägs i stället vara av 'anti-ReO3-strukturtyp'.

## Egenskaper till följd av strukturen, koordinationsgeometri
Varje katjon omges av sex anjoner i oktaedrisk koordination medan varje anjon omges av två katjoner i linjär koordination. I strukturen finns tomrum: stora dodekaedriska hål.

## Föreningar som kristalliserar med ReO3-struktur
Rheniumtrioxid (ReO3), urantrioxid (UO3), molybdentrifluorid (MoF3), niobtrifluorid (NbF3), tantaltrifluorid (TaF3).

## Föreningar som kristalliserar med anti-ReO3-struktur
Kopparnitrid (Cu3N).

## Beskrivningar av ReO3-strukturen
Enhetscellen: katjonerna A sitter i cellens hörn och anjonerna X i mitten på cellkanterna, mellan två katjoner. Med sex kanter per hörn ger detta koordinationstal 6 för katjonen, medan anjonen har koordinationstal 2.
Polyedrar: strukturen byggs upp av AX6-oktaedrar som var och en delar alla sex oktaederhörn med en angränsande oktaeder per hörn.
Från tätpackning: kubisk tätpackning av anjoner X med 1/4 av anjonerna bortplockade i varje tätpackningsplan. I de oktaedriska hål som återstår efter utelämnande av 1/4 av anjonerna sitter katjoner. (De dodekaedriska hål som uppstår med koordinationstal 12 är dock för stora för katjonerna.)
Struktursläktskap:
- Rheniumtrioxidstrukturen motsvarar BX3-ramverket i perovskitstrukturen i perovskitstrukturen ABX3.
- AlF3-strukturen kan fås genom distorsion av ReO3-strukturen.

Radiekvoter: för katjon-anjonkontakt och inget anjon-anjonöverlapp krävs att katjonens radie r+ och anjonens radie r- förhåller sig som:{\displaystyle {\frac {r_{+}}{r_{-}}}\geq {\sqrt {2}}-1\approx 0,414}